# 重藤暁
重藤 暁（しげふじ ぎょう、1991年6月12日 - ）は、日本の演芸研究家（伝統芸能）、常磐津節太夫。
江戸川大学メディアコミュニケーション学部特別講師、常磐津協会会員。
歌舞伎などでは常磐津節太夫として常磐津 佐知太夫（ときわづ さちたゆう）を名乗る。「差し入れ王子」とも名乗っている。

## 来歴

### 生い立ち
1991年、東京都荒川区生まれ。東邦大学付属東邦高等学校卒業後、早稲田大学基幹理工学部に進学。同大卒業後、一橋大学大学院言語社会研究科で学んだ。落語についての研究に取り組み、特に七代目立川談志の噺について調査した。具体的には、いわゆる「立川談志のイリュージョン」についての研究を行った。

### 研究者として
伝統芸能研究家として、日本の伝統芸能について調査、研究を行っている。江戸川学園が設置・運営する江戸川大学メディアコミュニケーション学部にて特別講師として採用された。メディアコミュニケーション学部においては、主として情報文化学科の講義に携わった。その傍ら、他の教育・研究機関の役職も兼任していた。母校である早稲田大学のエクステンションセンターにおいては、今岡謙太郎、瀧口雅仁、布目英一、林家正雀らと寄席演芸について講じていた。

### 演者として
常磐津節の太夫として活動しており、歌舞伎などでも常磐津節を披露している。常磐津協会には会員として所属している。また、2017年（平成29年）に特別番組として一度放送され、のちに毎週放送されるようになった『神田松之丞 問わず語りの松之丞』にて、神田松之丞（当時）の推薦により「笑い屋」として出演。、パーソナリティの松之丞の相手役を務めている。番組内では伯山から「笑い屋のシゲフジくん」と呼ばれている。
松之丞が六代目神田伯山を襲名したため、2020年（令和2年）2月14日より番組も『問わず語りの神田伯山』に模様替えしたが、笑い屋として引き続き出演している。

## 研究
特に伝統芸能に関する研究が多く、落語について調査していた。また、落語以外にも講談など寄席で行われる演芸ついても研究していた。大学院生の頃から「渋谷らくご」に携わっており、『渋谷らくご2018』の執筆にも参画している。『食育フォーラム』や『心とからだの健康』などでも記事を執筆している。演劇学者の今岡謙太郎や中川桂らとともに、専門書も上梓している。

## 著作

### 共著
- 宮信明編著、木原圭翔ほか編『落語とメディア』早稲田大学坪内博士記念演劇博物館、2016年。ISBN 9784948758155
- 今岡謙太郎・中川桂監修執筆、宮信明・重藤暁執筆『昭和の落語名人列伝』淡交社、2019年。ISBN 9784473042880

## 出演

### ラジオ
- 神田松之丞 問わず語りの松之丞→問わず語りの神田伯山（TBSラジオ、2017年4月2日 - ） - 笑い屋
- 笑い屋さん特番 ～プロの笑い屋さんが生放送に登場。2020年を笑い飛ばしたいSP～（文化放送、2020年12月14日）
- 西川あやの おいでよ!クリエイティ部（文化放送、2022年4月4日 - ） - 月曜 → 金曜コメンテーター

### 講演
- 寄席演芸名作・名演鑑賞（2019年） - 講師

### 註釈
1. ↑  立川談志自身は、さまざまな経緯により「五代目」を名乗っていた。

## 関連人物
- 神田伯山 (6代目)
- 瀧口雅仁
- 林家正雀